# NGC 462
NGC 462 est une lointaine galaxie elliptique située dans la constellation des Poissons. NGC 462 a été découverte par l'astronome allemand Albert Marth en 1864.

## Caractéristiques
Sa vitesse par rapport au fond diffus cosmologique est de 13 623 ± 37 km/s, ce qui correspond à une distance de Hubble de 201 ± 14 Mpc (∼656 millions d'al).